# Ellen Braumüller
Ellen Braumüller (ur. 24 grudnia 1910 we Friedenau, zm. 10 sierpnia 1991 w Berlinie) – niemiecka lekkoatletka, która specjalizowała się w rzucie oszczepem.

## Kariera sportowa
W 1932 roku startowała w igrzyskach olimpijskich - rzut na odległość 43,50 dał jej wówczas srebrny medal. Podczas tych samych igrzysk wzięła także udział w skoku wzwyż, rzucie dyskiem oraz biegu sztafetowym 4 × 100 metrów. 12 lipca 1930 w Berlinie ustanowiła rekord świata w rzucie oszczepem – 40,27. Rekord życiowy: 44,64 (1932).